# バーコード

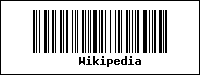
バーコード（一次元）
下段に書かれた文字（英字の「Wikipedia」）が記載されている

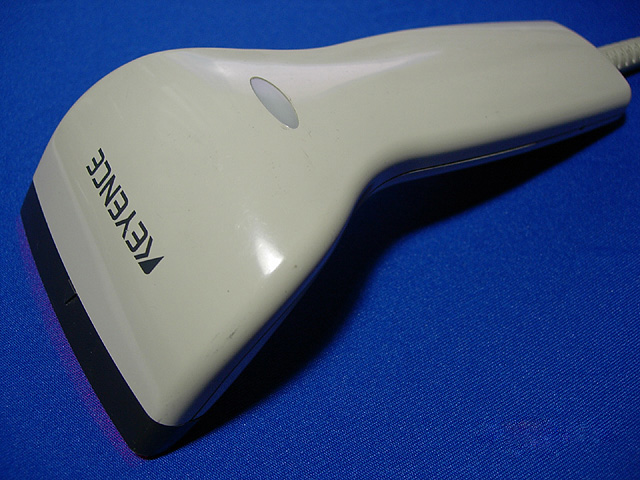
バーコードスキャナ

バーコード（英: barcode）は、縞模様状の線の太さによって数値や文字を表す識別子の一種である。仕組みとしては、数字・文字・記号などの情報を一定の規則に従い、一次元のコードに変換している。これを主に店頭などで使われているレジスターや、流通過程で使用されている各種の管理用情報端末などの機械が、読み取りやすいデジタル情報として入出力できるようにしている。
バーコードは横方向にのみ意味があり、表すデータも数列や文字列でどちらも一次元だが、ドットを縦横に配列し多くの情報を表す二次元コードも普及してきた。代表的なものにデンソーウェーブのQRコードがある。
なお、バーコードをラベルに印刷するプリンターを「バーコードラベルプリンター」といい、バーコードを読み取るスキャナを「バーコードリーダー」（Barcode reader）又は「バーコードスキャナ」（Barcode scanner）という。

## 規格

QRコード（二次元コードの一種）
より多くの文字を記載できる

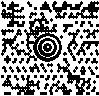
MaxiCode

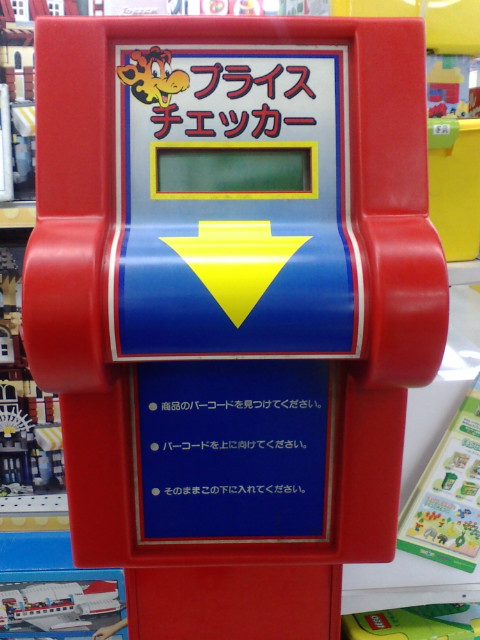
トイザらス店内「プライスチェッカー」

- 一般的な商品で使われるものは、日本がJANコード、ヨーロッパがEANコード[1]、北米がUPC[2]（Universal Product Code、統一商品コード）である。EANやJANはUPCをもとにつくられている。
- 物流用途ではITFコード、CODE39、CODE128、NW-7などが使われている。また郵便事業ではカスタマバーコード[3]などが使われる。

ほとんどのバーコードスキャナは、これらのいずれか、複数の規格に対応している。

### 統一商品コード
統一商品コードは国番号（フラグ）2または3桁、メーカーの番号（メーカーコード）5桁または7桁、品物の番号（アイテムコード）5桁または3桁、間違い防止の番号（チェックデジット）1桁で出来ていて、全ての商品に異なった番号を付けることになっている。
日本が1978年に国際EAN協会に加盟した際、国番号として49を割り当てられたが、1992年に国際EAN協会から新たに45が付与され、現在では2つの国コードを持っている。
日本で使われているJANコードには、標準タイプ（13桁）と短縮タイプ（8桁）の2種類が存在する。さらに、標準タイプには、最初の7桁がJANメーカーコードとなっているものと、9桁（国番号2桁+メーカーコード7桁）がJANメーカーコードとなっているものに分けられる。2001年1月以降に申請した事業者には、原則として9桁のメーカーコードが付番貸与されている。9桁メーカーコード1つで、999アイテムまで付番することができる。
JANコードを登録申請するときは、全国の商工会議所、商工会や財団法人流通システム開発センターで販売されている「JAN企業（メーカー）コード利用の手引き」を入手した上で、その巻末の登録申請書を使用して申請を行う。約10日 - 2週間後にJANメーカーコードが付番貸与される。

### インストアコード
インストアコードとは、商店や団体などが任意に付番できるコードのことであり、ポイントカードなどの会員証や生鮮食品などに利用される。当然、その商店などでしか通用せず、他店では別の意味を持つ。UPCでは2,4、EAN/JANでは02,04（UPC互換）,20〜29で始まるコードが利用できる。UPCの2（日本ではJANコードとして02）で始まるコードは価格をデータベースから参照せずにコード内に持っているNON-PLU（non-price lookup）であり、特に計量商品などに利用される。4（04）で始まるコードは10桁が、20〜29で始まるコードは2の次からの11桁が任意に利用できる。20〜29は店独自の会員カードの会員番号などで利用されている。

## 歴史
- 1949年10月20日、ドレクセル大学の大学院生であった、バーナード・シルバーとノーマン・ジョセフ・ウッドランドが世界初のバーコードを米国特許商標庁に特許を申請し、1952年10月7日に取得した[5][6][7]。

- 1954年と1956年にジェローム・レメルソン（Jerome H. Lemelson）が分割特許の形でバーコードの特許を取得。後にサブマリン特許（レメルソン特許）として問題になる[8][9]。
- 1967年、アメリカの食品チェーン店クローガーが、レジスターの行列を解消させる方策として実用化[10]。
- 1973年、1971年にIBMが発表したDelta Distance Codeをベースに、米国フードチェーン協会などが統一的なコード表記UPC（Universal Products Code）を設定した。
- 1978年にEANに加盟した日本は、EANの統一商品コードを採用することになった[1]。

## その他

左右と中央に2本のバーが見える

- バーコードの一部に対してデザインを施した「デザインバーコード」といわれるものがある。
- 頭髪の薄い男性が、残存する頭髪を長めにして頭髪のまばらな部位（頭頂部が多い）を覆い隠す髪型が、バーコードに似ていることから、俗にこのヘアスタイルを指して「バーコード」[11]「バーコードヘア」もしくは「バーコード頭」、「スダレ頭」とも呼ばれる。特に日本でバーコードが普及した1980年代に、当時内閣総理大臣を務めていた中曽根康弘を揶揄して呼ぶことが多かった[12][13]。漫画などでは中高年男性を表す特徴の一つとして銀縁眼鏡などとともに使用されることが多い。2004年のイグノーベル賞工学賞はバーコード頭を発明した米フロリダ州オーランドのフランク・スミスとドナルド・スミスの親子に贈られた。バーコード頭は英語では"Comb-over"という。
- EAN・JANコードやUPC等主なバーコードの左右と中央に位置する2本の線、レフトガードバー、ライトガードバー、センターバーを「6」のキャラクタであると解釈し、これが新約聖書のヨハネの黙示録に記述されている獣の数字666であるとする説がある。この説は、疑似科学を扱うトンデモ本のほか、1990年代に講談社『週刊少年マガジン』の『MMR マガジンミステリー調査班』で取り上げられている。